# Sara Fantini
Sara Fantini (Fidenza, 16 de septiembre de 1997) es una deportista italiana que compite en atletismo, especialista en la prueba de lanzamiento de martillo.
Ganó una medalla de oro en los Juegos Europeos de Cracovia 2023 y dos medallas en el Campeonato Europeo de Atletismo, en los años 2022 y 2024.

## Palmarés internacional
| Juegos Europeos    | Juegos Europeos   | Juegos Europeos   | Juegos Europeos |
| Año                | Lugar             | Medalla           | Prueba          |
| ------------------ | ----------------- | ----------------- | --------------- |
| 2023               | Chorzów (Polonia) | Medalla de oro    | Martillo        |
| Campeonato Europeo |                   |                   |                 |
| Año                | Lugar             | Medalla           | Prueba          |
| 2022               | Múnich (Alemania) | Medalla de bronce | Martillo        |
| 2024               | Roma (Italia)     | Medalla de oro    | Martillo        |